# Sparham
Sparham – wieś w Anglii, w hrabstwie Norfolk, w dystrykcie Breckland. Leży 20 km na północny zachód od Norwich i 159 km na północny wschód od Londynu. Miejscowość liczy 291 mieszkańców.